# 1992 EB26
1992 EB26 är en asteroid i huvudbältet som upptäcktes den 8 mars 1992 av UESAC vid La Silla-observatoriet.